# Archives départementales de la Creuse
Les archives départementales de la Creuse sont un service du conseil départemental de la Creuse (Nouvelle-Aquitaine, France).

## Histoire

### Le bâtiment
Plusieurs bâtiments ont accueilli successivement les archives depuis leur création:
- an V-1892 : hôtel de préfecture de la Creuse
- 1892-1958 : hôtel des Monneyroux, dit château des comtes de la Marche, actuel siège du conseil général
- 1959-1987 : hôtel de Fournoux, rue de l'ancienne mairie
- 1988-1994 : anciens locaux des Coopérateurs de la Creuse
- 1994-aujourd'hui : avenue Roosevelt

### Les directeurs
- an VII-1826 : Guillaume Julien Louis Glet, ancien religieux barnabite
- 1839-1848 : Charles Ducros
- 1848-1851 : Joseph Bellot-Lagoutte
- 1851-1864 : Auguste Bosvieux
- 1864-1868 : Alfred Richard
- 1868-1878 : Louis Duval
- 1878-1924 : Fernand Autorde
- 1924-1929 : Henri de Berranger
- 1929-1932 : Jacques Levron
- 1932-1933 : Jean Gautier
- 1933-1934 : Francis Blanchet
- 1935-1940 : René Lacour, archiviste en chef de l'Indre et chargé du contrôle des Archives de la Creuse
- 1941-1942 : André Betgé-Brezetz
- 1942-1943 : Hugues-Jean de Dianous
- 1944-1945 : Robert-Henri Bautier
- 1945-1947 : Max Fazy
- 1947-1949 : Édouard Leroux
- 1949-1951 : Jean Colnat
- 1951-1979 : Henri Hemmer
- 1979-1982 : Henri Hours
- 1982-1988 : Marie-Thérèse Lalagüe-Guilhemsans
- 1988-1994 : Hélène Say
- 1994-2004 : Isabelle Maurin-Joffre
- 2004-2007 : Nicolas Dohrmann
- 2007-2009 : Joseph Schmauch
- 2013-2018 : Pascale Bugat
- 2018-2023 : Jeanne Mallet
- Depuis 2023 : Gaël Chenard

## Fonds

### Ensemble des documents conservés
Les archives regroupent environ 10 000 mètres linéaires de documents.

### Fonds numérisés
- Registres paroissiaux et d'état civil du XVIe siècle à 1922 ;
- Fiches matricules des conscrits recensés dans le département pour les classes 1887 à 1921 ;
- Fonds du comité départemental de libération ;
- Répertoires et minutes des notaires ;
- Cadastre ;
- Listes nominatives de dénombrement de population de 1820 à 1936 ;
- Tables du contrôle des actes et de l'enregistrement ;
- Presse ;
- Délibérations ;
- Correspondance de Martin Nadaud[2].

## Pour approfondir